# Уорд, Скутер
Рональд «Скутер» Уорд-младший (англ. Ronald «Scooter» Ward Jr.) — американский музыкант, композитор, вокалист и гитарист рок-группы Cold, которая была основана в 1986 году под изначальным названием Grundig. Скутер Уорд был внесён в список «Топ 100 метал вокалистов всех времён», в котором занял 61 место, по версии Hit Parader.

## Музыкальная карьера

### Grundig
В 1986 году Уорд создал группу Grundig вместе со своими друзьями, среди которых Сэм МакКэндлесс, Джереми Маршалл и Мэтт Лафран из средней школы Флетчера в Нептун-Бич, (Флорида). Группа отыграла свой первый концерт в 1990 году в клубе Spray. В 1992 году группа выпустила EP под названием «Into Everything», состоящий из восьми композиций и переехала в Атланту, (Джорджия). Три с половиной года спустя, в 1995 году, группа Grundig распалась, и Уорд вернулся в Джэксонвилл, где он, МакКэндлесс, Келли Хейс и Пэт Лалли создали группу Diablo. Она просуществовала около трёх месяцев и также распалась.

### Cold
В конце этого трёхмесячного периода Grundig реформировалась под названием Cold и подписала контракт с A&M Records. Уорд оставался в Cold до февраля 2006 года, когда после нескольких изменений в составе и проблемами со звукозаписывающими компаниями группа решила расстаться. После распада Уорд и МакКэндлесс начали работу над своим новым проектом The Witch, который также покинул МакКэндлесс. Проект дважды переименовывался: сначала «When November Falls», а потом «The Killer and the Star». Дебютный альбом был выпущен в июле 2009 года. В начале 2009 года группа Cold воссоединилась. Их альбом Superfiction был выпущен 19 июля 2011 года. Последний альбом The Things We Can't Stop выпущен 13 сентября 2019 года, после нескольких изменений в составе.

## Личная жизнь
С детства Скутер Уорд был большим фанатом Человека-паука и Marvel Comics. Он написал песню «What Happens Now» в надежде, что она прозвучит в фильме 2012 года «Новый Человек-паук»; трек сопровождается произведением персонажа, вдохновлённым человеком-пауком, в буклете альбома Superfiction.
Уорд женат и имеет двух дочерей, Рэйвэн (англ. Raven) и Кэмерон (англ. Cameron) (как упомянуто в примечании четвёртого альбома Cold «A Different Kind of Pain»). Уорд проходил курсы реабилитации по причине проблем с алкоголизмом и наркоманией. Во время прохождения по курсам реабилитации, Скутер воспитывался в Южной баптистской конвенции и принял христианство.

## Инструменты
Скутер Уорд играл как на гитаре, так и на пианино в Grundig и на дебютном альбоме Cold, но перестал на ней играть, когда к группе присоединился Терри Бальзамо. Уорд обычно использует гитары Gibson SG со струнами DR DDT и усилением Vox.